# هليون
سكوم أو الهِلْيَوْنُ أو كشك الماز أو اليَرَامِعُ (الاسم العلمي: Asparagus officinalis) (نبات) هو نوع من النباتات الربيعية، ويعد أحد النباتات المعمرة المزهرة ويتبع للفصيلة الزنبقية. وفي بعض البلدان العربية يسمى " سکوم". كما وأنه يطلق على نبات الهليون عدة أسماء محلية في فلسطين منها حليون وجربوة.

## وصف
والهليون نبتة معمرة رفيعة السيقان يبلغ ارتفاعها نحو مترين لها أوراق إبرية طويلة وأزهار جرسية تنتج ثماراً عنبية حمراء زاهية. تنمو في الأماكن الجرداء، وأزهارها خضراء أو صفراء بشكل أجراس. تنبت في الحدائق وفي البراري. تزهر من منتصف الصيف إلى آخره وتحمل ثمرها العليق آخر السنة.

## عبر التاريخ
الهليون من النباتات المصرية القديمة حيث نقشت رسوماته على جدران المعابد ووجدت عيدانه في العديد من المقابر الفرعونية ووجدت بعض من بذوره محفوظة داخل أوان فخارية بالمقابر الفرعونية حتى اليوم. عرفه المصريون القدماء وكانوا يقدمون حزما منه هدية لآلهتهم، واستخدموه للغذاء الغني والمقوي وكطعام فاتح للشهية وكذلك في بعض الوصفات العلاجية وخاصة لعلاج حالات عسر البول وضعف القلب.[بحاجة لمصدر]
وكان أيضا اليونانيون يأكلونه كمقويّ للجنس ويسمونه «الشهوة» ولكن العالم ديو كان ينكر ذلك ويعتبره سببا لعقم النساء. والطبيب اليوناني جالينوس كان يوصي المريض بأحد أمراض الكبد بتناول الهليون. وعرف الرومان الهليون وقدره كاليونانيين، وفي عصر النهضة صارت له مكانة مرموقة في قصور ملوك أوروبا والطبقات الراقية وتفننوا في أكله وابتكروا شوكا خاصة به وأطلقوا عليه «قرن الكبش».[بحاجة لمصدر]

## قيل عنه
قال الطبيب اليوناني جالينوس: «الهليون يفتح سدد الأحشاء كلها خصوصا الكبد والكلية، يشرب طبيخه لعلاج وجع الظهر وعرق النسا. بذره جيد لوجع الضرس. يعالج اليرقان. مسلوقة يلين المعدة ويقولون أنه يعالج القولون وطبخ جذوره يدر البول وينفع من عسر الحبل وإذا احتمل ببذره أدر الطمث.»[بحاجة لمصدر]
قال أبوبكر الرازي: «يدفئ الكلى والمثانة ويفيد جنسيا للعجائز ذوي الطبيعة الباردة ومفيد لأمراض الرئة والفخذ.»
وقال ابن البيطار: «يشرب طبيخه لوجع الظهر وعرق النساء... قوي الإدرار وهو منقي للمجاري البولية من الحصوات وقيمته الغذائية مرتفعة إذا أخذ بعد الأكل.»
وقال داود الانطاكي: فتت الحصى ويدر البول ويفتح الشهية وينفع من نزول الماء وضعف البصر وأوجاع الرئة والصدر والاستسقاء والكبد والطحال والخاصرة والرياح الغليظة ومسكن وجع الأسنان.
لقد أكدت الأبحاث العلمية أن الهليون مدر قوي للبول ويفيد في كثير من المشكلات البولية بما في ذلك التهاب المثانة، كما أنه مفيد في علاج حالات الروماتيزم حيث يساعد في تصريف الفضلات المتراكمة في المفاصل إلى خارج الجسم في البول. 
```
ملاحظة هامة جدا: للهليون تأثيرات شديدة على الكلى لذلك يجب على المصابين بضعف الكلى الذين لديهم استعدادات لتكوين حصوات الكلى عدم المبالغة في تناول الهليون هذا بالإضافة إلى أنه يسبب لهم رائحة غير مستحبة مع البول والعرق نظرا لتراكم مركب ميثايل ميركابتان
 
```

### الطبخ

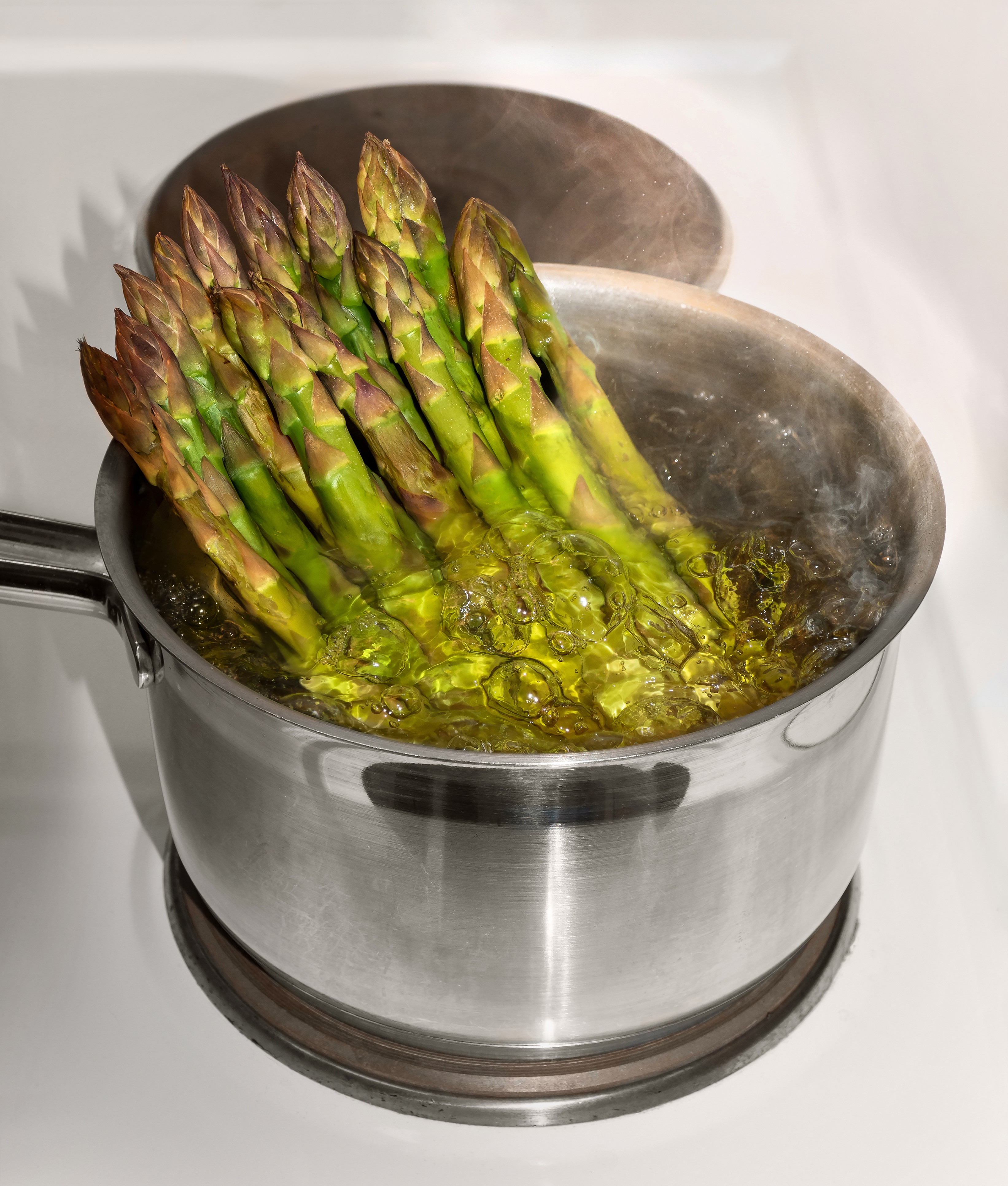
هليون أثناء السلق

يوجد عدة أنواع من الهِلْـيَـوْن، مثل الهليون الأبيض والهليون الأخضر وأحيانا يسمى«حمام الهليون».
البراعم الصغيرة في الهِلْـيَـوْن هي ما تصلح للأكل بحيث أن الجزء الذي يؤكل من نبات الهليون هي الفسيلة والساق. وهو منخفض السعرات الحرارية، ولا يحتوي على دهون أو الكولسترول، ومنخفضة جدا في نسبة الصوديوم. وهو مصدر جيد لحمض الفوليك، البوتاسيوم، والألياف الغذائية، والبروتين، فالأحماض الأمينية الهليونية يقتبس اسمها من الهليون، فهو نبات غني في هذه العناصر والمكونات الغذائية.
الجذور تحضر وتطبخ بالعديد من الطرق في جميع أنحاء العالم. ففي منطقة آسيا - أسلوب الطبخ، للهليون يكون في كثير من الأحيان – على شكل قلي سريع. أما المطاعم التي توجد في الولايات المتحدة كثيرا ما يطبخ الهليون – قليا سريعا مع الدجاج، أو الجمبري، أو اللحم، كما تطبخ ملفوفة في اللحم المقدد. الهليون يمكن أيضا يشوى بسرعة على الفحم أو الخشب الصلب أكثر من الجمر. وهو مكون في طبخ الطعام بالبخار والشوربات. في النمط الفرنسي، ومن المغلي أو البخار، ويطبخ مع صلصله البيض والزبدة بعصير الليمون، والزبدة المذابة أو زيت الزيتون وجبن البارميزان الإيطالي أو المايونيز. وأفضل هليون يميل إلى أن يكون في نموه المبكر (الأول من الموسم)، وكثيرا ما يكون ببساطة على البخار ويطبخ مع الزبدة المذابة. طول طبخ الهليون في أواني الطهي يسمح للبراعم بالنضج على البخار بلطف.

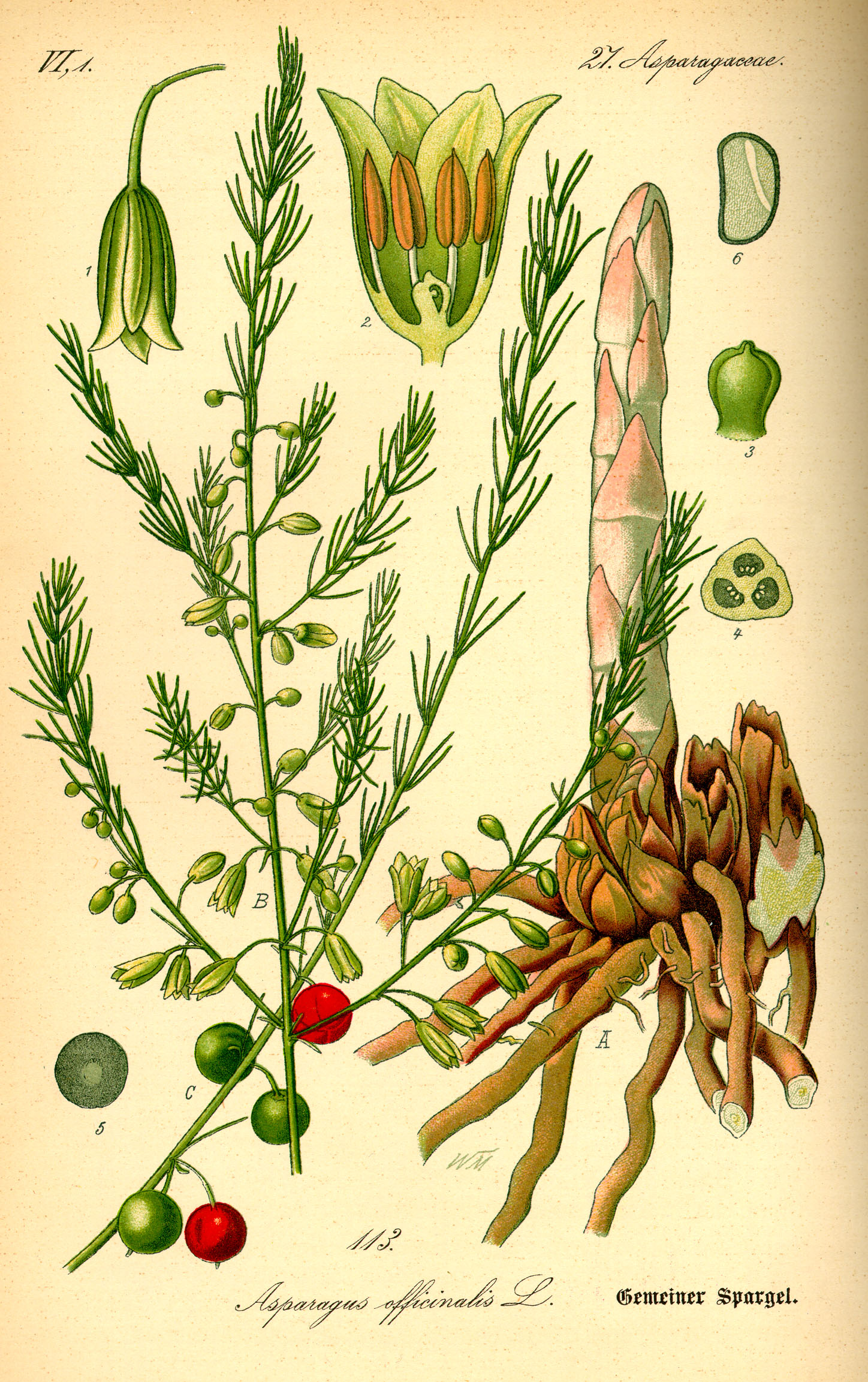
صورة علمية للهليون، 1885

ومن النصائح التي تساعدك على اختيار الهليون الطازج عند شرائه، أهمية النظر لرأس أو زهرة الهليون ففي حال كانت متماسكة وجامدة يعتبر الهليون حينها طازجاً، أمّا في حال كانت رأسه مائلة للصفرة وتوحي بالذبول دلّ ذلك على أن الهليون هنا قديم ولا ينصح بشرائه.
القيمة الغذائية: ٪ من usrda
حجم الحصة 5,3 أوقيه
- البروتين 6 ٪
- السعرات الحراريه8
- %20 من فيتامين A
- 3 غراما من البروتين
- وفيتامين C 20 ٪
- الكربوهيدرات 15 ٪
- 0 غرام دهون
- فيتامين B 6 ٪
- الكولسترول 0 مللي غرام
- حامض النيكوتين 6 ٪
- 5 مللي غرامات الكالسيوم
- الصوديوم 2 ٪
- البوتاسيوم 400 مللي غرام
- حديد 3 غراما
- المغنيسيوم 4 ٪

النحاس 4 ٪

### الاستخدام الطبي
تستخدم الساق الأرضية للهليون والجذر (في التقاليد الطبية) لعلاج التهابات المسالك البولية، وكذلك الكليتين والمثانة من الحصوة والترسبات، تستعمل لإدرار البول وتنقية الرواسب من المثانة. أيضا يعتقد أن لها خصائص محفزة. كما يحفز نمو الشعر ويساعد على تقويته.[بحاجة لمصدر]
تستخرج بعض الشركات العالمية لصناعة الأدوية من مستخلصات الهليون عقارًا لمكافحة حالات الإرهاق ولتنشيط الجسم. كما تصنع بعض شركات الأدوية منه شرابًا فاتحًا للشهية ومرطبًّا للجسم ومهدئًا للأعصاب ومدرًّا للبول.[بحاجة لمصدر]
تغلى براعم النبتة الصغيرة أو سيقانها وتصنع شرابًا. يستعمل للنفخة في البطن، تهدئ الأعصاب المتشنجة وعرق النسا.
تستخدم أيضًا كخضرة لمعالجة داء المفاصل، والأورام المائية التي يسببها ضعف القلب، ولها صفات المسهل.

## الزراعة
الهليون غالبا ما ينشأ في الموانئ البحرية، وهو ينمو في تربة شديدة الملوحة لدرجة تمنع من نمو الأعشاب الضارة، وبهذا يحد القليل من الأملاح من نمو هذه الأعشاب لإنبات صحي للهيليون؛ لها مساوئ وهي أن التربة لا يمكن أن تستخدم لزراعة أي شيء آخر. 'التيجان' تزرع في الشتاء، وهي أول ما يظهر في براعم الربيع؛ الحشـَّة الأولى معروف أن سيقانها تكون رفيعة وطرية إلى حد كبير.
صنف جديد من الهيليون أعلنت عنه إنجلترا يتم حصاده قبل موعده بشهرين، وهذا النوع لا يحتاج عناية خاصة في الصوب أو الحضانات.
زراعة الهيليون شبيهة جدا بزراعة الطماطم.

## حصاد الهليون
لا يمكن الحصاد في السنة التي زرع فيها النبات ويمكن في السنة التي تلي الغرس. فإن الهليون نبات بحاجة إلى النمو ووضع صحي التاج وإنه سيكون في حاجة إلى كل طاقاته على القيام بذلك. السنة الثالثة - بعد زراعة المحصول ونحن عموما الميدان لمدة حوالي أسبوعين. أفضل طريقة لننظر ومن حيث عدد من الفضلات. ونحن نحاول الحصاد الميادين 8 إلى 12 مرات في السنة الأولى من الحصاد. عدد التي نستخدمها يعتمد على قوة الميدان. قطافها اتخاذها كلما الرماح طويل بما فيه الكفاية للحصول على الحصاد، وعادة ما بين 8 و 10 بوصة، والتي قد تكون كل يوم في الطقس الحار أو كل أربعة أيام في طقس بارد جدا. في الطقس أكثر دفئا وستجدون أن نوعية نصيحته ستكون أفضل إذا الرماح يتم الحصول عليها في أقصر نهاية هذا الحجم المدى. السنة الثانية من الحصاد سنقوم اختيار ميدان لنحو أربعة أسابيع والسنة الثالثة من حصاد سنقوم اختيار لكامل الموسم والذي هو ستة أو سبعة أسابيع. من حيث عدد من المحاصيل لموسم كامل. المحاصيل قد تكون أكثر أو أقل اعتماداً على قوة ميدان أشار تخزين الكربوهيدرات في الجذور. ومع ذلك، فان معظم بستانيين يعانون من الافتقار إلى إمكانيه الوصول إلى الأدوات الحديثة اللازمة لقياس تلك المستويات. شيء واحد يمكنك استخدام ما هو دليل وقطر عددا من الرماح أنت الحصاد. وإذا كان عدد من الرماح في الحصاد تنخفض بشكل كبير بعد 15 الفضلات أو نحو ذلك، أو إذا الرمح قطرات قطر، قد ترغب في أن تنظر في إنهاء الحصاد المبكر. هذه هي الغلة قطرات بادرة طيبة أن التاج هو بداية لتجربة الإجهاد. وتكون فترة قطافه من شهر شباط إلى شهر نيسان.

### مكافحة الاعشاب
مكافحة الأعشاب الضارة مهمة جدا في الهليون بنجاح متزايد، وخاصة في أول عامين بعد زراعة عند الشباب التيجان هي أهم الضعيفه. الزارعون التجارية استخدام مجموعة متنوعة من السيطرة على الأعشاب الضارة ومبيدات الاعشاب. ومعظم هؤلاء إما غير متوفرة أو لبستانيون باهظة الثمن لاستخدامها على أقل من أساس تجاري.

### الحشرات
يعاني الهليون من هجوم عدد من الحشرات.

### مكافحة الأمراض
الهليون مقاوم رئيسي لأمراض السرطان بفضل المواد المقاومة للتأكسد التي يحتوي عليها.[بحاجة لمصدر]

## في الأبحاث
أثارت دراسة نشرت في المجلة العلمية Nature في 2018 جدلًا حول أثر الهليون على انتشار سرطان الثدي. إذ وجدت التجارب التي اعتمد عليها البحث أن الهليون يحتوي على مادة الأسباراجين التي تسارع من انتشار سرطان الثدي لدى فئران المختبر.

## معرض الصور

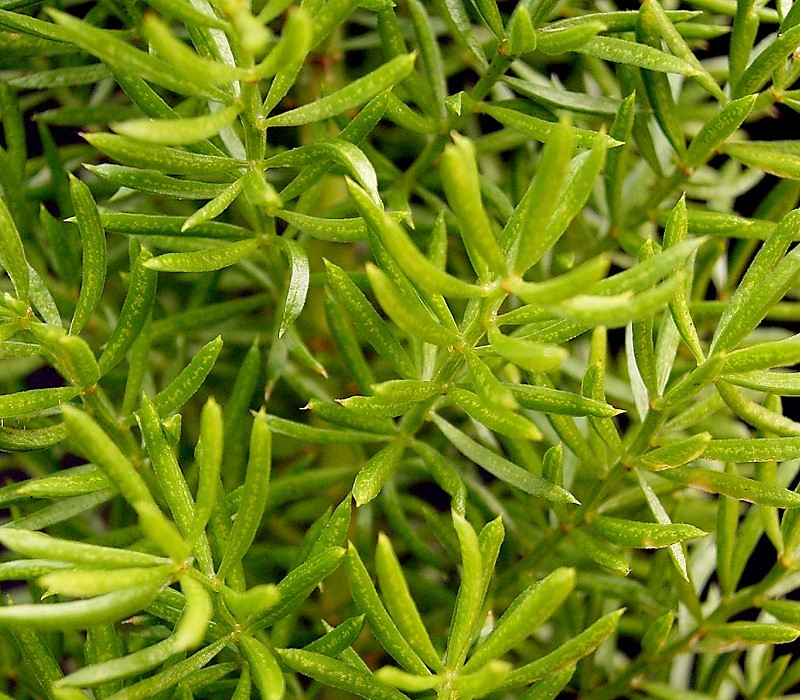
هليون كثيف الأزهار
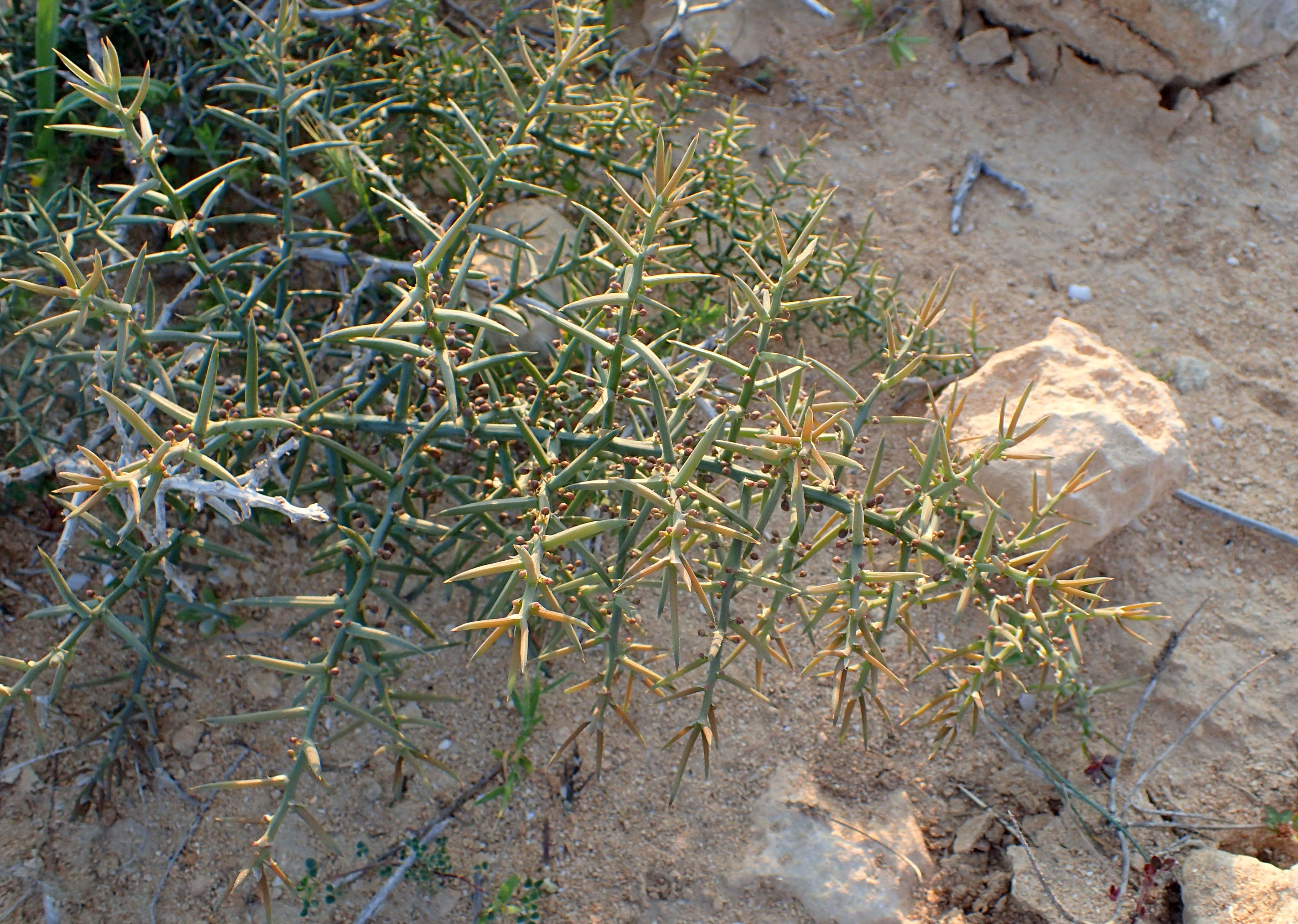
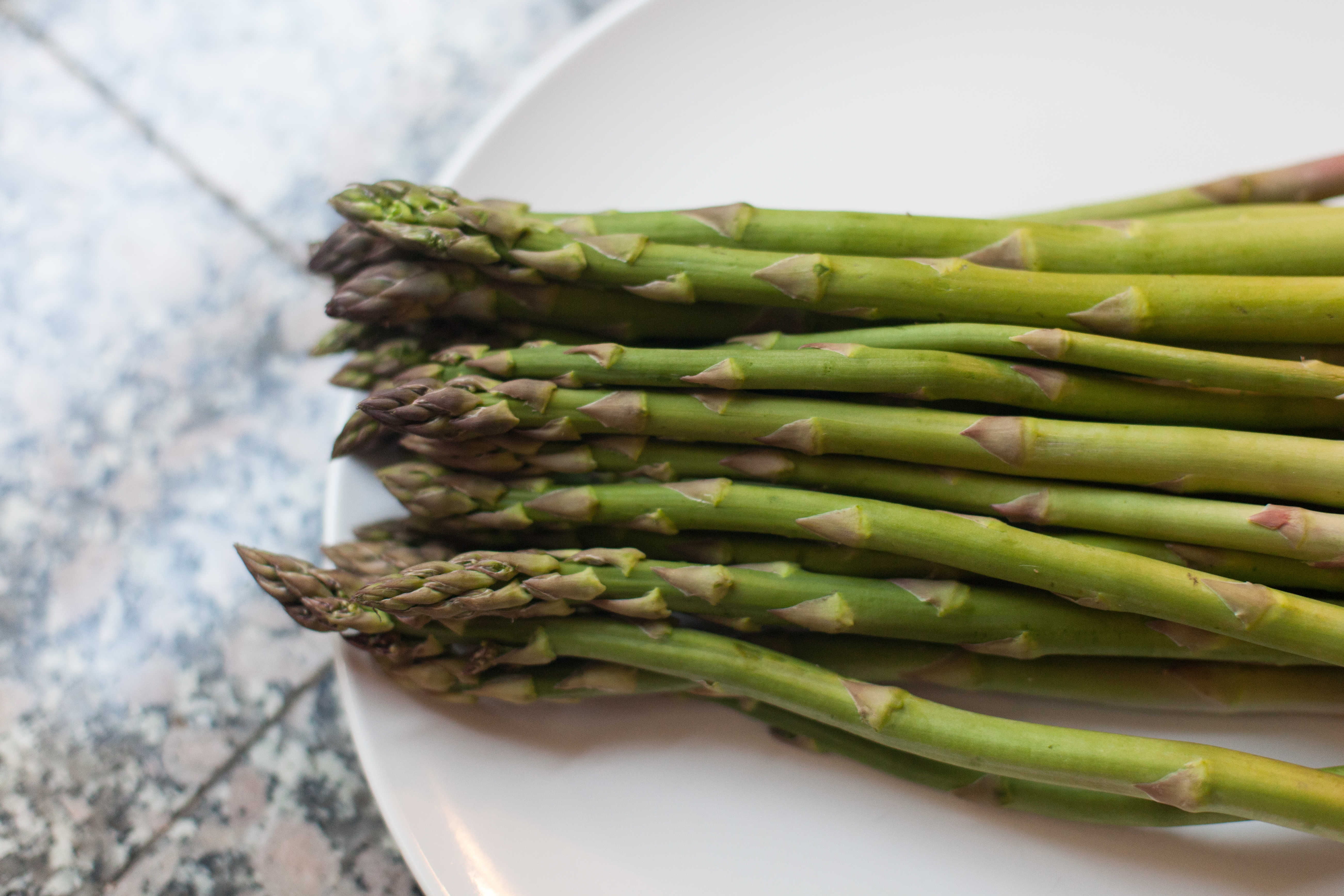
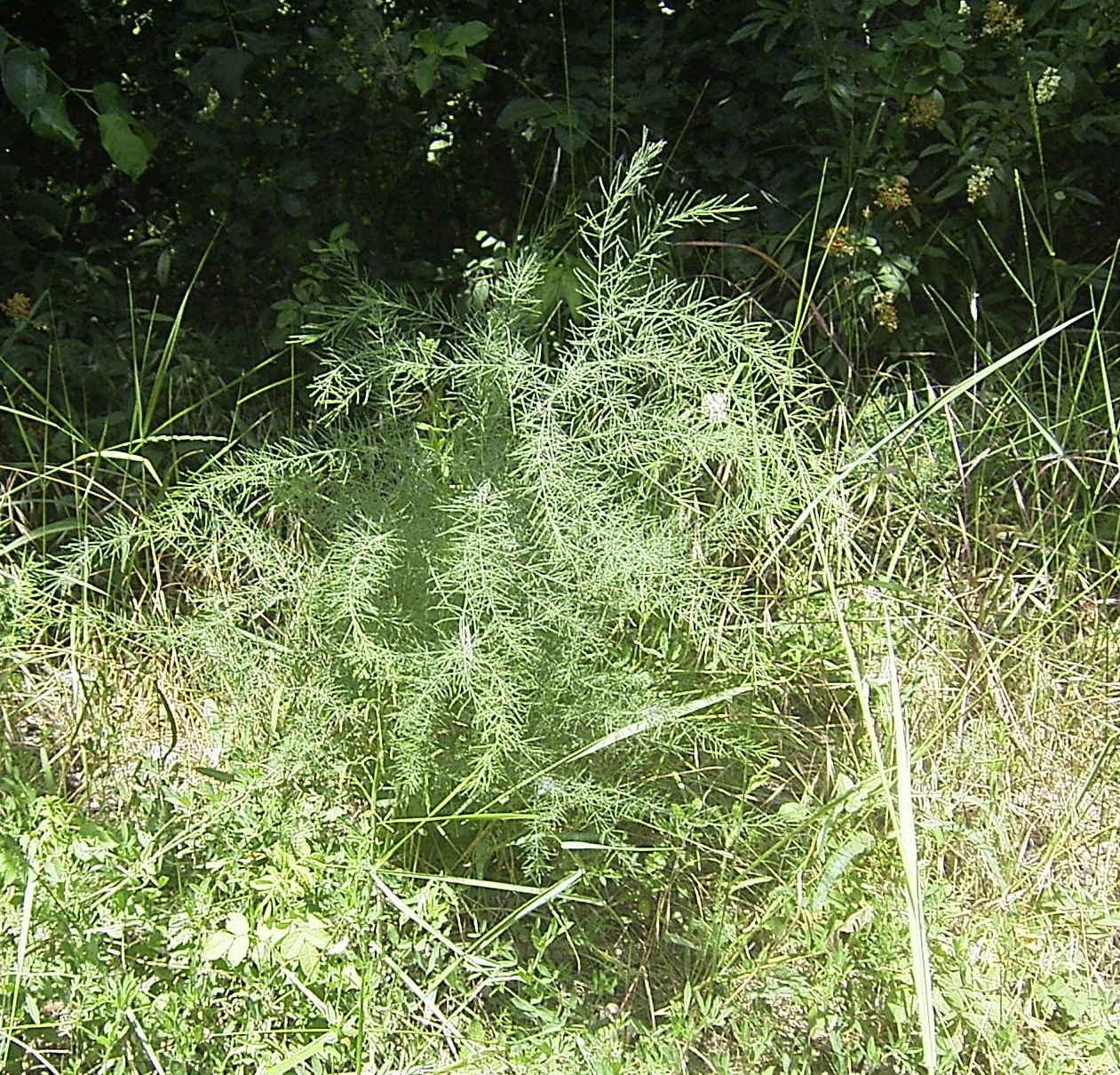